# 115 Velorum
115 Velorum (l Velorum) é uma estrela na direção da Vela. Possui uma ascensão reta de 09h 15 m 36.76s e uma declinação de −38° 34′ 11.7″. Sua magnitude aparente é igual a 4.92. Considerando sua distância de 225 anos-luz em relação à Terra, sua magnitude absoluta é igual a 0.73. Pertence à classe espectral K1III.